# Maria Wern
Maria Wern är en litterär figur i en serie deckare skrivna av Anna Jansson. Första boken i serien, Stum sitter guden, utkom 2000.
Wern är en polis som i böckerna kämpar med att få det privata livet med två barn att fungera tillsammans med sitt yrkesliv. I de tidiga böckerna är hon verksam i den påhittade orten Kronviken, men i de senare böckerna feriearbetar hon på Gotland och flyttar senare dit. I TV-serien och filmerna porträtteras Maria Wern av Eva Röse.

## Böckerna
- 2000 – Stum sitter guden
- 2001 – Alla de stillsamma döda
- 2002 – Må döden sova
- 2003 – Silverkronan
- 2004 – Drömmar ur snö
- 2005 – Svart fjäril
- 2006 – Främmande fågel
- 2007 – Pojke försvunnen
- 2008 – Inte ens det förflutna
- 2009 – Först när givaren är död
- 2010 – Drömmen förde dej vilse
- 2011 – Alkemins eviga eld
- 2012 – När skönheten kom till Bro
- 2013 – Dans på glödande kol
- 2014 – Skymningens barfotabarn
- 2015 – Alla kan se dig
- 2016 – Rädslans fångar
- 2017 – Det du inte vet
- 2018 – Kvinnan på bänken
- 2018 – Döden är alltid sann
- 2019 – Mitt hjärta är ditt
- 2020 – Dödslistan
- 2021 – Galgbergets väktare
- 2022 – Onda drömmar
- 2023 – Dödens snabba vingar
- 2024 – Till offer åt det okända
- 2025 – Rädslans labyrint

## TV-serier och filmer[1]

### Skådespelare för huvudfigurerna
- Eva Röse – Maria Wern
- Allan Svensson – Hartman
- Peter Perski – Arvidsson
- Ulf Friberg – Ek
- Tanja Lorentzon – Erika
- Reuben Sallmander – Patrik
- Erik Johansson – Sebastian

### Filmer och serieavsnitt
| Nr | Säsong | Titel                                 | Premiär                  | Anmärkning                                                             |
| -- | ------ | ------------------------------------- | ------------------------ | ---------------------------------------------------------------------- |
| 1  | 1      | Maria Wern – Främmande fågel          | 16 september 2008        | Tv-serie i fyra delar                                                  |
| 2  | 2      | Maria Wern – Stum sitter guden        | 24 november 2010         | Tv-serie i två delar                                                   |
| 3  | 2      | Maria Wern – Alla de stillsamma döda  | 8 december 2010          | Tv-serie i två delar                                                   |
| 4  | 3      | Maria Wern – Drömmar ur snö           | 22 juni 2011             | Långfilmer                                                             |
| 5  | 3      | Maria Wern – Må döden sova            | 20 juli 2011             | Långfilmer                                                             |
| 6  | 3      | Maria Wern – Svart fjäril             | 17 augusti 2011          | Långfilmer                                                             |
| 7  | 3      | Maria Wern – Pojke försvunnen         | 14 september 2011        | Långfilmer                                                             |
| 8  | 3      | Maria Wern – Inte ens det förflutna   | 4 januari 2012           | Långfilmer                                                             |
| 9  | 4      | Maria Wern – Drömmen förde dig vilse  | 11 december 2013         | Långfilmer (Har även visats i TV4 som serie i två delar)               |
| 10 | 4      | Maria Wern – Först när givaren är död | 11 december 2013         | Långfilmer (Har även visats i TV4 som serie i två delar)               |
| 11 | 5      | Maria Wern – Min lycka är din         | 16 och 23 mars 2016      | Långfilmer (Har även visats i TV4 som serie i två delar)               |
| 12 | 5      | Maria Wern – De döda tiger            | 30 mars och 6 april 2016 | Långfilmer (Har även visats i TV4 som serie i två delar)               |
| 13 | 6      | Maria Wern – Dit ingen når            | 13 och 20 april 2016     | Långfilmer (Har även visats i TV4 som serie i två delar)               |
| 14 | 6      | Maria Wern – Smutsiga avsikter        | 27 april och 4 maj 2016  | Långfilmer (Har även visats i TV4 som serie i två delar)               |
| 15 | 7      | Maria Wern – Den eld som brinner      | 6 augusti 2018           | Långfilmer                                                             |
| 16 | 7      | Maria Wern – Ringar på vattnet        | 6 augusti 2018           | Långfilmer                                                             |
| 17 | 7      | Maria Wern – Viskningar i vinden      | 6 augusti 2018           | Långfilmer                                                             |
| 18 | 7      | Maria Wern – Jord ska du åter vara    | 6 augusti 2018           | Långfilmer                                                             |
| 19 | 8      | Maria Wern – Fienden ibland oss       | 19 april 2021            | Långfilmer (Har även visats i TV4 som serie i två delar per film)      |
| 20 | 8      | Maria Wern – En orättvis rättvisa     | 26 april 2021            | Långfilmer (Har även visats i TV4 som serie i två delar per film)      |
| 21 | 8      | Maria Wern – Ondskans djupa rot       | 3 maj 2021               | Långfilmer (Har även visats i TV4 som serie i två delar per film)      |
| 22 | 8      | Maria Wern – Som skuggor              | 10 maj 2021              | Långfilmer (Har även visats i TV4 som serie i två delar per film)      |
| 23 | 9      | Maria Wern – Vinna eller försvinna    | 14 augusti 2023          | Långfilmer (Har visats i Tv4:s kanaler som serie i två delar per film) |
| 24 | 9      | Maria Wern – Jacqueline               | 21 augusti 2023          | Långfilmer (Har visats i Tv4:s kanaler som serie i två delar per film) |
| 25 | 9      | Maria Wern – Plats 89                 | 28 augusti 2023          | Långfilmer (Har visats i Tv4:s kanaler som serie i två delar per film) |
| 26 | 9      | Maria Wern – Ett tidigare liv         | 4 september 2023         | Långfilmer (Har visats i Tv4:s kanaler som serie i två delar per film) |